# Address Unknown (1944)
Address Unknown (zu deutsch Adresse unbekannt) ist ein US-amerikanisches Filmdrama von William Cameron Menzies aus dem Jahr 1944. Das Drehbuch von Herbert Dalmas beruht auf einer Geschichte von Kressmann Taylor, die 1938 erstmals in der US-Zeitschrift Story Magazine veröffentlicht wurde und 1939 in Buchform erschien. Das Buch, Taylors bekanntestes Werk, war seinerzeit in Deutschland verboten. Der Film ist in den Hauptrollen neben Paul Lukas mit Carl Esmond, Peter van Eyck, Mady Christians, Morris Carnovsky und K. T. Stevens besetzt.
Address Unknown war in zwei Kategorien für einen Oscar nominiert.

## Handlung
Anfang der 1930er-Jahre begibt sich Martin Schulz, der zusammen mit seinem jüdischen Freund Max Eisenstein eine Kunstgalerie in San Francisco sein eigen nennt, mit seiner Frau Elsa und den gemeinsamen Söhnen zu einer Einkaufstour nach Deutschland. In dieser Zeit wird die Galerie von Eisenstein und Martins ältestem Sohn Heinrich geführt. Heinrich ist mit Max Eisensteins Tochter Griselle verlobt. Da Griselle gerade am Anfang einer Karriere als Schauspielerin steht, will sie erst einmal nach Europa reisen, um sich dort an verschiedenen Theatern weiterzubilden, bevor sie und Heinrich eine Familie gründen.
Martin Schulz macht in Deutschland die Bekanntschaft von Baron von Friesche, eines, wie es scheint, kultivierten Adligen und Befürworter der aufstrebenden Nationalsozialisten. Von dem Charisma des Barons beeinflusst, wendet Martin sich immer mehr der Hitler-Doktrin zu und glaubt, Hitler sei Deutschland sozusagen vom Himmel gesandt. Die Briefe, die Martin nach San Francisco schickt, lösen bei seinem Freund Max und seinem Sohn Heinrich Besorgnis aus, da er sich sehr euphorisch über Hitler und den Nationalsozialismus äußert und in Deutschland bleiben will.
Griselle, die inzwischen in Wien Theater spielt, soll mit einem Stück auch in Berlin gastieren, was sie Martin mitteilt. Als der Baron erfährt, dass Griselles tatsächlicher Nachname Eisenstein ist und ihr Vater mit Martin zusammen eine Galerie betreibt, warnt er Martin und weist ihn darauf hin, dass er sich entscheiden müsse, zwischen seiner Loyalität zu Deutschland und seiner Freundschaft zu einem Juden. Max gibt klein bei und fügt sich der unausgesprochenen Drohung des Barons und bittet seinen Partner, dass er ihm nicht mehr schreiben solle. Da er Jude sei, müsse er ihm die Freundschaft kündigen. Max glaubt, dass Martins Brief nur seiner Angst vor der deutschen Zensur entsprungen sein kann und bittet einen Freund, der nach Deutschland reist, Martin eine Nachricht von ihm zu überbringen. Dessen Antwort ist jedoch eindeutig, er distanziert sich vollends von Max.
Eines Tages erscheint während der Proben für Griselles Theaterstück ein Vertreter des Zensuramtes im Theater und fordert die Streichung mehrerer Zeilen, die die Tugenden der Sanftmütigen preisen. Trotzig und sich der Folgen nicht bewusst, spricht Griselle die fraglichen Zeilen während der Aufführung des Stücks trotzdem. Als das Publikum erfährt, dass sie Jüdin ist, schleudert man ihr hasserfüllte Worte entgegen und versucht, die Bühne zu stürmen. Nur knapp kann Griselle dem wütenden Mob entkommen. Sie schlägt sich zum Haus von Martin durch, um bei ihm Zuflucht zu suchen. Als sie an dessen Tür klopft, schlägt Martin ihr diese vor der Nase zu und besiegelt damit Griselles Schicksal. Da ihre Verfolger ihr schon auf den Fersen sind, gibt es kein Entkommen mehr, am Ende wird die junge Frau erschossen.
Martins Frau Elsa kann das Verhalten ihres Mannes weder begreifen noch gar billigen. Sie verlässt ihn und reist in die Schweiz. Max wird von Martin ohne jede Empathie davon informiert, dass seine Tochter tot ist. In der Folgezeit erhält Martin immer wieder kryptische Nachrichten von Max, die den deutschen Zensurbehörden nicht verborgen bleiben und den Verdacht nahelegen, Martin sei ein Spion. Seine Bitten an Max, den Schriftverkehr sofort einzustellen, bleiben unerhört. Martin gerät daraufhin zusehends in Panik, da es verboten ist, verschlüsselte Briefe zu senden oder zu empfangen, worauf der Baron ihn noch einmal ausdrücklich hinweist. So wendet er sich an seinen Sohn Heinrich und bittet ihn, Max zu stoppen. Dieselbe Bitte richtet Martin auch an seine Frau Elsa, die auf den ehemaligen Freund einwirken soll. Obwohl Martin seine Unschuld beteuert, stößt er bei dem Baron auf Granit, dieser wendet sich von ihm ab.
Als Martin in dieser Nacht von imaginären Stimmen gequält wird, die ihm Griselles Namen zuflüstern, und in sein Arbeitszimmer eilen will, hört er die Schritte von Soldaten, die ihn kurz darauf verhaften.
In San Francisco erhält die Kunstgalerie Post. Der letzte Brief von Max an Martin ist mit dem Stempel „Adresse unbekannt“ aus Deutschland zurückgekommen. Max wundert sich, da er die Korrespondenz mit Martin schon vor langer Zeit eingestellt hat. Nun offenbart Martins Sohn Heinrich, dass er die belastenden Briefe geschrieben hat.

## Produktion

### Produktionsnotizen, Hintergrund
Die Drehzeit erstreckte sich über den Zeitraum 22. November 1943 bis 13. Januar 1944; weitere Szenen wurden in der Woche ab Dienstag, 25. Januar 1944, gedreht.
Laut Columbia-Werbematerial war die im Film zu sehende Bierkneipe eine exakte Nachbildung der von Adolf Hitler besuchten Lokalität.
Obwohl vielfach geschrieben wurde, das sei K. T. Stevens Debütfilm, trat die Tochter des Regisseurs Sam Wood zuvor schon unter dem Namen Katherine Stevens in Filmen auf und gab ihr Debüt bereits als Kleinkind in der Jackie-Coogan-Filmkomödie Peck’s Bad Boy von 1921, bei der ihr Vater Regie führte. In Address Unknown trat die erstmals unter dem Namen K. T. Stevens auf. Für den seinerzeitigen Kinderschauspieler Gary Gray (1936–2006) war dies allerdings der erste Auftritt in einem Kinofilm.
Laut einer im Oktober 1943 im Hollywood Reporter veröffentlichten Nachricht sollte der Film die erste Produktion von Woods unabhängiger Produktionsfirma in Zusammenarbeit mit Columbia werden. The Daily Variety Review stellte jedoch fest, dass, obwohl das Prokjekt ursprünglich als Woods-Produktion geplant war, William Cameron Menzies mit der Regie betraut war und neben Woods auch als Produzent auftrat. Menzies, ein enger Mitarbeiter von Woods, schrieb zudem einige Szenenfolgen um, um die Rolle von Carl Esmond zu erweitern, der von Paramount ausgeliehen worden war. Drehbuchautor Herbert Dalmas veränderte das Profil der weiblichen Hauptfigur, um eine romantische Komponente zu schaffen und fügte dem Ende eine überraschende Wendung hinzu.
John M. Miller verwies bei TCM darauf, dass das stilvolle visuelle Leitmotiv von William Cameron Menzies stamme, der für seine großen Erfolge als Produktionsdesigner bekannt sei und hier seinen einzigen Film in den 1940er-Jahren vorlege, bei dem er Regie geführt habe. Zur Zeit, als Taylors Geschichte erstmals erschien, waren die Vereinigten Staaten noch Jahre vom Eintritt in den Zweiten Weltkrieg entfernt. In der Geschichte wird jedoch schon massiv auf den Faschismus in Nazi-Deutschland verwiesen und davor gewarnt.
Man war allgemein der Ansicht, dass Lionel Banks und Walter Holscher stark von Regisseur Menzies, der sich in diesem Bereich bereits einen Namen gemacht hatte, in ihrer Arbeit beeinflusst waren. Dank dieses Teams und des Kameramanns Rudolph Maté sei der Film voller aufregender Aufnahmen.

### Veröffentlichung
Der Film hatte in den USA am 24. April 1944 Premiere und kam am 1. Juni 1944 in die amerikanischen Kinos. Im Vereinigten Königreich und in Mexiko lief er im selben Jahr an, in Portugal 1945. Veröffentlicht wurde er zudem in Argentinien, Brasilien, Griechenland und Polen.

## Rezeption

### Kritik
Auf der Seite Classic Film Freak heißt es, es sei schwer zu erkennen, warum manche Filme die Zeit überdauern würden, während andere relativ schnell vergessen seien. Address Unknown sei ein starker Film des berühmten Kameramannes William Cameron Menzies, daher enthalte er auch einige der feinsten Aufnahmen, die je in Schwarzweiß gedreht worden seien. Was dem Film an Starkraft fehle, obgleich Paul Lukas, wunderbar begabt sei, mache er durch Spannung  und seinen Unterhaltungswert wieder wett.
Classic Film Guide befand, der Film erinnere wirkungsvoll an die Macht, die charismatische Führer ausstrahlen würden und an die Wachsamkeit, die erforderlich sei, um ihrer Rhetorik zu widerstehen.
DVD Beaver lobte, dieser faszinierende Thriller im Hitchcock-Stil sei atemberaubend fotografiert von Rudolph Maté und mische Spannung, Romantik, Action und eine kraftvolle Botschaft in einem einzigartigen und aufregenden Film.
John M. Miller schrieb bei TCM von einem übersehenen Juwel von Columbia Pictures basierend auf einer antifaschistischen Novelle, die erstmals vor dem Eintritt der Vereinigten Staaten in den Zweiten Weltkrieg veröffentlicht worden sei, wobei auch der Film die vorbeugende Kraft des Ausgangsmaterials beibehalte und die manchmal überreizte proamerikanische Propaganda anderer Studiofime aus der Kriegszeit vermeide. Der Originalgeschichte werde ein unerschrockener visueller Eindruck verliehen.
Thomas M. Pryor, Kritiker der New York Times zeigte sich sehr angetan von dem Film und meinte, das sei nicht nur ein weiterer Anti-Nazi-Film. Es handele sich um eine packende Studie über einen Mann, der ein Getriebener seiner eigenen Angst sei. Die zentrale Figur werde von Paul Lukas mit viel dynamischer Kraft dargestellt. Die tragische Atmosphäre des Films werde durch den brillanten Einsatz von Low-Key-Lichteffekten durch Menzies, der besser als Hollywoods führender Produktionsdesigner bekannt sei, noch verstärkt; tiefe, grüblerische schattenhafte Bilder bauten die Spannung methodisch zu einem der gruseligsten Höhepunkte auf, den man sich nur vorstellen könne.
Der Filmkritiker Edwin Jahiel hingegen war der Ansicht, der Film sei zwar wohlmeinend, aber skizzenhaft und nicht überzeugend. Es fehle die psychologische und soziologische Tiefe und ein wahres Gefühl für Deutschland und die Deutschen. Er war auch einer der wenigen, der sich am Interieur störten und meinte, die gute Kameraarbeit von Maté verleihe dem Film oft auf seltsame Weise Künstlichkeit. Abschließend meinte Jahiel, wie immer auch seine Vorbehalte gegen den Film aussehen, er verdiene es, gesehen zu werden. Und das wolle er, wenn möglich, auch noch einmal tun, bevor er eine abschließende Note gebe.

### Auszeichnungen
Oscarverleihung 1945
- Nominierung für Lionel Banks, Walter Holscher und Joseph Kish in der Kategorie „Bestes Szenenbild in einem Schwarzweißfilm“. Die Trophäe ging jedoch an Cedric Gibbons, William Ferrari, Edwin B. Willis und Paul Huldschinsky und das Filmdrama Das Haus der Lady Alquist.
- Nominierung für Morris Stoloff und Ernst Toch in der Kategorie „Beste Filmmusik in einem Drama/einer Komödie“. Max Steiner konnte die Auszeichnung für den Kriegsfilm Als du Abschied nahmst entgegennehmen.